# Anthony Jeselnik
Anthony Jeselnik, född 22 december 1978, är en amerikansk ståuppkomiker och manusförfattare för pratshower.

## Biografi
Anthony Jeselnik föddes i Pittsburgh i Pennsylvania. Han har en kandidatexamen i engelsk litteratur från Tulane University och efter studierna flyttade han till Los Angeles men bor nu i  New York.
Anthiny Jeselnik var en av manusförfattarna till pratshowen Late Night with Jimmy Fallon under dess första säsong och han uppträdde där vid flera tillfällen. Han beslöt sig senare för att satsa på sin egen ståuppkarriär och lämnade pratshowen på våren 2010.
Utöver framträdandena på Late Night with Jimmy Fallon har han uppträtt på pratshower som Late Night With Conan O'Brien, Jimmy Kimmel Live, Down and Dirty with Jim Norton och Last Call with Carson Daly. Han uppträder regelbundet på Comedy Cellar i Greenwich Village i New York och hans ståuppframträdanden har visats på Comedy Centrals USA:s roligaste standup och han har även varit med på deras roast av Donald Trump och Charlie Sheen.